# Vermilynx vansoni
Vermilynx vansoni är en tvåvingeart som först beskrevs av Elisabeth K. Stuckenberg 1965.  Vermilynx vansoni ingår i släktet Vermilynx och familjen Vermileonidae. Inga underarter finns listade i Catalogue of Life.